# Vela nos Jogos Olímpicos de Verão de 1920 - 30 m²
As provas da classe Cruzador de escolho 30 m² da vela nos Jogos Olímpicos de Verão de 1920 estavam previstas para ocorrer entre 7 e 10 de julho daquele ano em Oostende, na Bélgica. Quatro corridas foram programadas em cada tipo. No total, três velejadores, em um barco, de uma nação inscrita competiram.

## Calendário
| ● | Competições desportivas | ● | Finais |

| Data                      | Julho | Julho | Julho | Julho  |
| Data                      | 7 Qua | 8 Qui | 9 Sex | 10 Sáb |
| ------------------------- | ----- | ----- | ----- | ------ |
| Cruzador de escolho 30 m² | ●     | ●     | ●     | ●      |
| Total de medalhas de ouro |       |       |       | 1      |

## Configuração do curso
O percurso na figura a seguir foi usado durante as regatas olímpicas da classe Cruzador de escolho 30 m² de 1920:

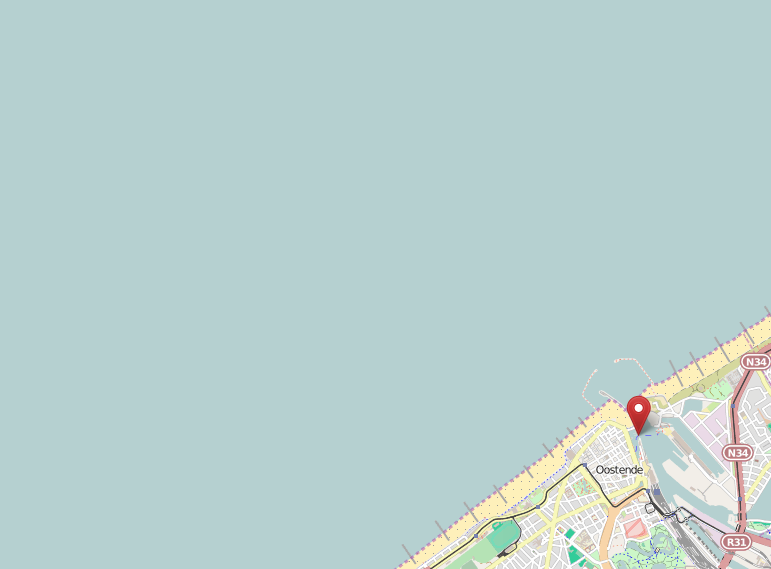
Área do curso

## Medalhistas
O trio sueco Gösta Lundqvist, Gösta Bengtsson e Rolf Steffenburg foi a única equipe a largar a corrida desta classe e, portanto, conquistou a medalha de ouro.
|  | SWE Suécia                                       |  |        |  |        |
|  | Gösta Lundqvist Gösta Bengtsson Rolf Steffenburg |  | nenhum |  | nenhum |

## Resultados

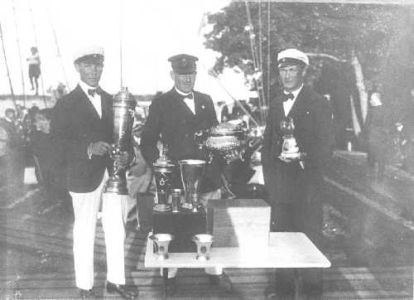
Tripulação campeã da classe.

Estes foram os resultados da competição:
| Pos.            | Tripulação                                       | Iot             | Regata I | Regata I | Regata II | Regata II | Final |
| Pos.            | Tripulação                                       | Iot             | Pos.     | Pontos   | Pos.      | Pontos    | Total |
| --------------- | ------------------------------------------------ | --------------- | -------- | -------- | --------- | --------- | ----- |
| Medalha de ouro | Gösta Lundqvist Gösta Bengtsson Rolf Steffenburg | Suécia · Kullan | Largada  | 1        | Largada   | 1         | 2     |